# Guilherme de Astarac
Gulherme de Astarac (m. 955/60) foi um nobre franco do século X, filho do conde Garcia Arnaldo e sua esposa de nome desconhecido. Numa escritura de 955 se registra que doou com Faquileno, Arremundo e Garcia Arnaldo quatro igrejas na diocese de Comminges para Sainte-Marie d'Auch para suas mães e para as dos condes Sancho, Guilherme Garcia Arnaldo.